# Тумстоун
 Тази статия е за града в САЩ.  За едноименния филм вижте Тумбстоун (филм).  
Тумстоун (на английски: Tombstone) е град в окръг Коучис, щата Аризона, САЩ. Тумстоун е с население от 1562 жители (2007) и обща площ от 11,1 km². Намира се на 1384 m надморска височина. ЗИП кодът му е 85638, а телефонният му код е 520. Градът е известен най-вече като сцена на легендарна престрелка от епохата на Дивия запад, пресъздадена в едноименен филм.

## Име
Името на града се превежда на български като „надгробен камък”. Според едната версия за произхода му, когато бъдещият му основател, златотърсачът Ед Шифелин, решава да изследва района на днешен Тумстоун за наличието на руди на ценни метали, негов приятел му казва: „Единственият камък, който ще намериш там, ще е надгробният ти”, или, според друг вариант на историята: „По-добре си вземи ковчега, Ед; там ще намериш само надгробния си камък и нищо друго.” . Тази забележка се е дължала на факта, че местността е била много опасна; за кратко време трима надзиратели в близките сребърни мини са били убити от индианци. След като открива богато находище на сребро, Шифелин се сеща за това пресказание и, като иронична препратка към него, нарича новосъздадения град по този начин. Малко по-различна е другата версия, според която първият участък, който Шифелин разработил, бил наречен от него „Грейвярд” (бълг. „гробище”) поради факта, че се е оказал непечеливш; в последствие се е получил логически преход от „гробище” до „надгробен камък” .

## История
През 1877 г. Ед Шифелин започва да работи като разузнавач за американската армия, разположена във военния лагер Уачука в подножието на едноименната планина. Едновременно с това той търси сребро в околността и след многомесечна работа из хълмовете източно от река Сан Педро открива късове сребърна руда в пресъхнало речно корито, намиращо се на високо плато. Шифелин почва да разработва първия участък през септември 1877 г. и не след дълго около първите създадени мини се образува поселище от палатки и дървени бараки с население от стотина души. Бившият териториален губернатор Ансън Сафърд предлага финансова подкрепа срещу дял от минните участъци, в резултат на което Шифелин, заедно с брат си Ал и бизнеспартньора си Ричард Гърд, създава рудодобивната и минно-преработвателна компания „Тумстоун” и построяват чукова мелница край река Сан Педро, на тринадесет километра оттам. 
По време на нейния строеж са извършени и земемерските измервания на мястото на бъдещия град и той бива основан през март 1879 г. Палатките и бараките, разположени край първите мини, са пренесени на новото място и до есента на същата година няколко хиляди смелчаци вече живеят там. В рамките на първите две години след основаването си Тумстоун разполага с училище, четири църкви, две банки, склад за лед, зала за боулинг, както и сто и десет кръчми, четиринадесет зали за хазарт и множество ресторанти (не само предлагащи местна кухня, но и френски, италиански, китайски и мексикански), танцови салони и публични домове. Изградена е и специална сграда, служеща за оперни и театрални представления, изнасяни от пътуващи трупи. Издават се и три вестника, един от които, "Тумстоун Епитаф", продължава да излиза и до днес.
С образуването на окръг Коучис чрез отделянето на източната част на окръг Пима на 1 февруари 1881 г., Тумстоун станал новият му център, като през същия месец градът се сдобил и с телеграфна връзка, през март бил прокаран и телефон, а до края на годината бил прокаран и водопровод с дължина 37 километра, носещ вода от планините Уачука. На следващата година била построена и сградата на съда, където се помещавали и службите на окръжната администрация.
По същото време обаче в мините почва да прониква вода. Макар първоначало течовете да не са значителни, те скоро се увеличават и наличните помпи не могат да се справят с изпомпването ѝ. Собствениците на две от големите мини купуват и инсталират много по-мощни двигатели за помпите, които временно решават проблема в целия минен район, като това облагодателства и другите рудници. Но на 26 май 1886 г. изпомпващата станция в едната от мините изгаря, а в следващите няколко години до 1889 г. цената на среброто спада драматично, което принуждава все още работещите мини да освободят работници и около 1890 г. дейността им замира. Много хора вземат решение да напуснат Тумстоун и значителен брой търговски обекти затварят врати. По-късно цената на среброто се възстановява и няколко мини са отворени наново през 1902 г., което води до втори, по-продължителен период на развитие на рудодобива, продължил до 1923 г. Въпреки това той така и не достига нивото си от началото на 80-те г. на ХІХ в.
Въпреки намалялото си население, Тумстоун остава окръжен център до 1929 г., когато жителите на окръг Коучис гласуват тази функция да поеме значително по-големия близък град Бисби. През 30-те и 40-те години животът в града е доста тих, но през 50-те и 60-те интересът от страна на туристите към него се повишава поради изобразяването му в комикси, книги и филми. Понастоящем основната част от приходите на Тумстоун се дължат на туризма, като броят посещения там е оценен на около 450 000 годишно. 

## Образование
В Тумстоун има две училища: основно училище „Уолтър Майер” и гимназия.